# La ragazza del West
La ragazza del West (Tess of the Storm Country) è un film muto del 1922 diretto da John S. Robertson, uscito nelle sale il 22 novembre 1922.
La storia di Tessibel Skinner, tratta dal romanzo di Grace Miller White viene interpretata per la seconda volta da Mary Pickford, che già otto anni prima, nel 1914, era stata protagonista del film di Edwin S. Porter, Tess of the Storm Country.
La storia venne scelta dalla Pickford che era reduce dallo scarso successo riscosso dal suo film precedente, Little Lord Fauntleroy e che intendeva andare sul sicuro, con un personaggio come quello di Tessibel che lei aveva amato e che era stato accolto con grande affetto dagli ammiratori della fidanzatina d'America. Fu l'unica volta che l'attrice recitò in un remake.

Dieci anni dopo, Janet Gaynor riprenderà i panni di Tessibel in un remake sonoro, La madonnina del porto di Alfred Santell mentre nel 1960, sarà Diane Baker a interpretarne una nuova versione, Tess of the Storm Country diretta da Paul Guilfoyle.

## Trama
La diciassettenne Tess Skinner appartiene ad una famiglia che occupa abusivamente un campo agricolo, e il ricco Elias Graves, proprietario del terreno, sta cercando di sbarazzarsi di loro e delle altre famiglie di abusivi. Tess è comunque determinata a fare in modo che tutti rimangano. Elias, tuttavia, diventa sempre più ostinato. La sua determinazione ad allontanare gli abusivi diventa un'ossessione. È determinato a scacciarli dalla sua terra, senza preoccuparsi del fatto che non abbiano un altro posto dove andare. Il figlio di Graves, Frederick, è dalla parte di lei e non considera gli abusivi nello stesso modo del padre. Teola, la sorella di Frederick, teme il padre, che pensa che l'obbedienza sia più importante dell'amore. Lei è innamorata dello studente di legge Dan Jordan, ma lui non è stato in grado di impressionare Elias.
Dan cerca di conquistare la fiducia del padre di Tesla, suggerendo che si possano allontanare gli occupanti dalla sua terra, perché stanno pescando illegalmente. Frederick, nel frattempo, è affascinato da Tess. Quando degli uomini arrivano nella proprietà degli Skinner per cercare le prove che stanno pescando, Tess nasconde la prova che suo padre è un pescatore. Più tardi, hanno fame e il padre di Tess decide di ricominciare la pesca. Viene colto sul fatto e quando Dan Jordan è colpito a morte, il padre di Tess viene incolpato di ciò ed arrestato. Tess se la prende con Elias ed annuncia che farà di tutto per pagare la cauzione di suo padre. Quando il processo inizia, a Tess non è concesso di visitare il padre. Il cattivo Ben Letts cerca di costringerla ad accettarlo come futuro marito, nonostante Tess non sia disposta a sposarlo. Lei lo scaccia, ma Ben giura vendetta.
Ora che Tess è tutta sola, Frederick le fa compagnia e si innamorano. Elias lo scopre e dice a Fred che non vuole più avere niente a che fare con lui. Frederick annuncia che sta progettando di sposare Tess non appena finirà il college. Nel frattempo, Teola scopre di essere incinta e inizia a pianificare di sposare Dan ma, ora che è morto, il bambino nascerà fuori dal matrimonio. Progetta di uccidersi, ma non ne ha il coraggio. Tess la protegge sostenendo il bambino sia suo. Dopo che il bambino è nato, Teola continua a sostenerla finanziariamente. Una notte, a Teola non è permesso di uscire di casa, così Tess entra di nascosto per prendere il latte per il bambino. Viene scoperta da Elias, che si indigna. Nel frattempo, Fred è appena tornato dal college. L'amico di Ben minaccia di dire la verità sul fatto che Ben abbia ucciso Dan Jordan. Ben diventa pazzo e lo strangola. Poi nasconde il corpo.
Fred si reca in visita da Tess e lì trova sua sorella. Quando si accorge del bambino, Tess gli dice di averlo trovato. Fred non le crede e pensa che il bambino sia suo. Lui è sconvolto e pieno di vergogna e se ne va subito. Nel frattempo, Ben teme di essere preso e pianifica di lasciare la città. È deciso a prendere Tess con sé. Si intrufola nel suo cottage e nota il bambino. Quando Tess arriva, cerca di costringerla a sposarlo. Lei si rifiuta e Fred arriva a salvarla. Insieme colpiscono Ben rendendolo incosciente, ma Fred se ne va amaramente perché è ancora scioccato dal fatto che Tess abbia un bambino. Nel frattempo l'amico di Ben che era stato strangolato è sopravvissuto e dichiara che Ben Letts è responsabile per l'uccisione di Dan.
Tess è evitata da tutti ed al bambino morente viene rifiutato il battesimo, così Tess entra di nascosto in chiesa e fa il rito da sola. Sia Teola che Elias sono presenti. Elias chiede lei venga scacciata dalla chiesa, ma Teola in preda all'emozione ammette che il bambino è suo. Elias è sconvolto ma la perdona, ma Teola muore presto. Fred si rende conto che ha fatto un errore terribile, ma Tess non riesce a perdonare il suo orribile trattamento verso di lei. Lei torna a casa e si riunisce con il padre, che è stato appena rilasciato dal carcere. Più tardi Elias e Fred si fermano da loro per chiedere scusa. Sia Elias che Fred vengono perdonati e il film finisce con Tess e Fred che si baciano.

## Produzione
Il film venne prodotto dalla stessa Mary Pickford attraverso la sua compagnia, The Mary Pickford Company.
Il budget è stimato a 400.000 dollari.
Alcune scene furono girate a Chatsworth (California) e a The Lot - 1041 N. Formosa Avenue, West Hollywood.

## Distribuzione
Il film fu distribuito dalla United Artists, uscendo nelle sale il 12 novembre 1922. Incassò 927.953 dollari.

Esiste ancora in alcune copie: una conservata all'archivio cinematografico della Library of Congress [da un positivo a 16 mm che risale al 1947 (proveniente dalla collezione Pickford, in origine un positivo in nitrato a 35 mm)], e all'archivio cinematografico della Mary Pickford Foundation.

### DVD
Il film è stato distribuito in VHS e DVD: 
nel 1996, è stato pubblicato dalla Milestone Film & Video in DVD, distribuito dalla Image Entertainment, con sottotitoli in inglese, tratto da una versione in VHS distribuita nel 1990. L'accompagnamento musicale, in Dolby Digital 2.0 stereo sound,  è di Jeffrey Mark Silverman con la Moravian Philharmonic Orchestra.

### Date di uscita
- USA	12 novembre 1922
- Finlandia	30 agosto 1926
- Portogallo	22 febbraio 1929
- USA 1990 VHS
- USA 14 dicembre 1999 DVD

Alias
- Tess en el país de las tempestades	Spagna
- Tess no País dos Ódios	  Portogallo